# Maxim Katz
Maxim Jevgeňjevič Katz (rusky Макси́м Евге́ньевич Кац, * 23. prosince 1984 Moskva) je ruský politik a aktivista. Je také bývalým zastupitelem městského zastupitelstva moskevského rajónu Ščukino v letech 2012–2016 za stranu Jabloko.
Dne 24. srpna 2023 byl v Rusku v nepřítomnosti odsouzen k 8 letům vězení. Důvodem bylo zveřejnění videa o masakru v Buči.

## Život
Maxim Katz se narodil v Moskvě židovskému otci a ruské matce. V osmi letech se za svým otcem přestěhoval do Izraele, který se tam odstěhoval o rok dříve a pracoval tam jako programátor. Se svými rodiči žil ve městě Giv'atajim.
V rozhovoru z roku 2023 Katz vzpomínal, že zpočátku nerozuměl ani slovo hebrejsky. Až do svých 20 let měl v důsledku této zkušenosti strach z mluvení na veřejnosti. Asi po třech letech byl schopen mluvit hebrejsky bez přízvuku, ale přesto se nikdy necítil v Izraeli doma. V 17 letech se nakonec do Ruska vrátil.
Hrál poker v moskevských kasinech a zvítězil ve WSOP v kategorii No-Limit Hold'em. V roce 2007 se stal mistrem Ruska ve sportovním pokeru. V roce 2012 v rozhovoru pro stanici Komsomolskaja pravda uvedl, že studoval tři ruské univerzity, ale nedostudoval je.
Po protestech na Bolotném náměstí byl v roce 2012 zvolen do Koordinační rady opozice. Vedl několik volebních kampaní a v roce 2013 se stal zástupcem vedoucího štábu Alexeje Navalného ve volbách starosty Moskvy.

### Nesouhlas s ruskou invazí, odsouzení
Začátkem roku 2022 Katz vyjádřil svůj nesouhlas s ruskou invazí na Ukrajinu a opustil zemi.
Dne 22. července 2022 byl ruským ministerstvem spravedlnosti označen jako „zahraniční agent“. Dne 29. října byl zařazen na federální seznam hledaných osob.  Dne 5. prosince 2022 se stal prvním Rusem, který dostal pokutu za to, že ke svým příspěvkům a videím nepřidal poznámku „zahraniční agent“. Vzhledem k tomu, že od začátku invaze žije Katz v Izraeli, soud se konal v nepřítomnosti.
Dne 23. března 2023 byl v nepřítomnosti zatčen na základě obvinění z diskreditace ruských ozbrojených sil. Za tato obvinění mu hrozilo až 10 let vězení.
Dne 24. srpna 2023 byl v nepřítomnosti odsouzen k 8 letům vězení. Podle soudu se provinil šířením „falešných zpráv“ o ruské armádě, konkrétně zveřejněním videa o dění v ukrajinské Buči.